# Schulenberg im Oberharz
Schulenberg im Oberharz er en by i Landkreis Goslar, i den tyske delstat Niedersachsen. Den ligger i den centrale del af bjergkæden Harzen, i amtet (samtgemeinde) Oberharz.

## Geografi
Schulenberg ligger i Oberharz i Naturpark Harzen. Hovedbyen ligger ca. 8 km (Luftlinje) syd for Goslar, vest for dæmningen Okertalsperre i en højde mellem 450 og 505 moh. Højeste punkt i området er Schalke der er ca. 762 moh.

### Nabokommuner
Schulenberg er på alle sider omgivet af det kommunefri område Harz, og har derfor ingen umiddelbar tilgrænsende nabokommuner, men mod vest ligger amtets administrationsby Clausthal-Zellerfeld. Syd for Okertalsperre ligger bjergbyen Altenau, og mod nord ligger Goslarbydelen Oker ved enden af Okerdalen.

### Inddeling
Til Schulenberg im Oberharz høre ud over hovedbyen den lille mineby Mittelschulenberg, og enklaverne Oberschulenberg og Festenburg.